# さくら奈々
さくら 奈々（さくら なな、1987年11月23日 - ）は、日本の元AV女優。イオンプロモーション所属。
血液型：A型。身長：148cm、スリーサイズ：B84（D-65） / W58 / H83。趣味はドライブ、ヨガ。   

## 略歴
東京都出身。2007年6月にトータル・メディア・エージェンシーTMAより『Debut さくら奈々』でAVデビュー。2008年2月より笠倉出版社と専属契約を結ぶ。2008年5月に『潮吹き絶頂★悶絶アクメ地獄 さくら奈々』で笠倉出版社専属を卒業。2008年12月に『初セル♪kawaii*デビュ→ チェリーパイ召し上がれ さくら奈々』でセルデビュー。2009年2月に『学校でセックchu♥ さくら奈々』で引退。

## 作品

### オリジナルビデオ
- 東大受験専門寮 ああ つばめ荘（2007年7月24日、ティーエムシー）

### アダルトビデオ
2007年
- Debut（6月29日、TMA）
- 南の島でエッチしよう（7月20日、TMA）
- 32人の乳もみインタビュー 4時間（8月10日、TMA）
- ご奉仕しちゃう!（8月24日、TMA）
- バニーガールしか見たくない! 4時間（8月31日、TMA）
- ビキニギャルしか見たくない! 4時間（9月7日、TMA）
- 痴漢バス女子校生（9月28日、TMA）
- ふたなり少女（10月26日、TMA）共演:姫川りな
- アオザイ娘しか見たくない! 4時間（11月9日、TMA）
- スクール水着COLLECTION 4時間 2（11月16日、TMA）
- きら☆すた（11月23日、TMA）
- TMA超絶Queen ∞ 極2枚組 8時間（11月23日、TMA）
- TMA2007COMPLETE 上下巻2枚組8時間（11月28日、TMA）

2008年
- 電マでイキまくる女たち 4時間（1月4日、TMA）
- ミニスカブーツCOLLECTION4時間2（1月18日、TMA）
- TMAコスプレドラマCOLLECTION 2枚組8時間（1月25日、TMA）
- アンダースコートしか見たくない! 4時間（2月22日、TMA）
- 女子校生監禁レイプ（2月29日、笠倉出版社）
- 痴漢バス女子校生COLLECTION4時間 4（3月28日、TMA）
- スポ☆コス（3月28日、笠倉出版社）
- ふたなり少女COLLECTION 4時間 2（4月4日、TMA）
- Maison de フードル（4月25日、笠倉出版社）
- 競泳水着 4時間（5月23日、TMA）
- 潮吹き絶頂★悶絶アクメ地獄（5月30日、笠倉出版社）
- 「未公開」（6月27日、笠倉出版社）
- コスプレBEST COLLECTION 2枚組8時間（7月18日、TMA）
- 女子校生COLLECTION 4時間（8月22日、TMA）
- ブルマっ娘MUSEUM4時間（11月1日、TMA）
- 初セル♪kawaii*デビュ→ チェリーパイ召し上がれ（12月25日、kawaii*）

2009年
- kawaii* special ギザカワユス!（1月25日、kawaii*）
- 学校でセックchu♥（2月25日、kawaii*）
- Maximum さくら奈々（2月27日、メディアステーション）

## テレビ
- エロパラNight （GyaOジョッキー、2007年10月2日放送分）
- 桃のふくらみ（MONDO TV）
- 美女と湯けむり （旅チャンネル）